# IC 2627
IC 2627 је спирална галаксија у сазвјежђу Пехар која се налази на листи објеката дубоког неба у Индекс каталогу.
Деклинација објекта је - 23° 43' 36" а ректасцензија 11h 9m 53,5s. Привидна величина (магнитуда) објекта IC 2627 износи 11,8 а фотографска магнитуда 12,6. Налази се на удаљености од 29,5 милиона парсека од Сунца. IC 2627 је још познат и под ознакама ESO 502-21, MCG -4-27-2, UGCA 227, AM 1107-232, IRAS 11074-2327, PGC 33860.